# Замок Дадли
Замок Дадли (англ. Dudley Castle) — руины средневекового фортификационного сооружения в городе Дадли, Уэст-Мидлендс, Англия. Основан в XI веке норманами.

## История
История замка Дадли началась после нормандского завоевания Англии в 1066 году, когда рыцарь Анскульф де Пикиньи построил здесь деревянную крепость по типу мотт и бейли. Стратегическое положение замка позволяло ему доминировать над окрестностями, что было крайне важно в нестабильные годы после завоевания.
В XII веке деревянные конструкции замка были заменены каменными, что превратило его в капитальную крепость. В последующие столетия замок превратился в важный опорный пункт регионального владычества. В Средние века замок расширяли и укрепляли, особенно при семействе де Сомери, а затем Саттонов, получивших титул лордов Дадли. В эпоху Тюдоров Джон Дадли, герцог Нортумберлендский, превратил крепость в роскошный дворец в стиле Ренессанса, но его казнь за измену в 1553 году привела к упадку рода.
Во время гражданской войны в Англии XVII века замок стал оплотом роялистов, но после осады парламентские войска частично разрушили его. Пожар 1750 года окончательно превратил замок Дадли в руины.
В XIX и начале XX века руины замка использовалось для проведения фестивалей и ярмарок. Сегодня замок является памятником архитектуры первой категории и охраняется государством. С 1937 года на его территории расположен зоопарк Дадли.
В 1949 году замку Дадли был присвоен статус памятника архитектуры I категории. В октябре 2020 года руины замка были внесены в список объектов, находящихся под угрозой исчезновения.